# Pro Quote
Pro Quote ist eine von mehr als 300 Journalistinnen gegründete Gleichstellungsinitiative. 2012 wurde der Verein Pro Quote Medien e. V. in Hamburg gegründet. Der Verein fordert, dass die Hälfte aller Führungspositionen in den Medien auf allen Hierarchiestufen von Frauen besetzt wird. Von seiner Gründung bis 2017 lag die Forderung bei nur 30 Prozent.

## Forderungen
Pro Quote hatte bis ins Jahr 2017 das Ziel, dass auf dem Weg zu mehr Gleichstellung 30 Prozent der Führungspositionen in Redaktionen auf allen Hierarchiestufen mit einem Frauenanteil von 30 Prozent besetzt werden.
Weil fünf Jahre nach Gründung des Vereins, also 2017, dies nicht erfüllt war, erhöhte Pro Quote den Druck und fordert seitdem die Hälfte der Macht für Frauen, also 50 Prozent der Führungspositionen.

## Hintergrund Initiative
Ein offener Brief mit der Forderung, einen Frauenanteil von 30 Prozent bis 2017 zu realisieren, wurde am 26. Februar 2012 per E-Mail an Chefredakteure, Verleger und Intendanten in ganz Deutschland versendet. Die Reaktionen wurden auf der Webseite der Initiative veröffentlicht.
Die Initiative gewann innerhalb weniger Tage mehr als 1500 Unterstützer. Im März 2016 wies die Unterstützerliste mehr als 4500 Einträge auf.
Dem Aufruf folgte ein breites Medienecho im In- und Ausland.

### Bekannte Unterzeichnerinnen und Unterstützer der Initiative
Zu den rund 300 Erstunterzeichnerinnen gehören unter anderem:
| - Hatice Akyün - Luzia Braun - Gabi Bauer - Susanne Beyer - Anita Blasberg - Katrin Blum - Rafaela von Bredow - Annette Bruhns - Wibke Bruhns - Bettina Böttinger - Constanze von Bullion - Silke Burmester - Sabine Christiansen - Ulrike Demmer - Sonja Eismann - Carolin Emcke - Dagmar Engel - Susanne Fischer - Ferdos Forudastan - Susanne Gaschke - Antonia Götsch - Christiane Grefe - Maria Gresz - Tina Groll - Irmela Hannover - Kathrin Hartmann - Dunja Hayali - Ulrike Herrmann | - Laura Himmelreich - Miriam Hollstein - Isabell Hülsen - Cathrin Kahlweit - Anna Kemper - Susanne Kippenberger - Susanne Klingner - Inge Kloepfer - Susanne Koelbl - Ingrid Kolb - Chris Köver - Ursula Kosser - Nicola Kuhrt - Katja Kullmann - Antje Kunstmann - Beate Lakotta - Annette Leiterer - Stefanie Lohaus - Frauke Ludowig - maedchenmannschaft.net - Sandra Maischberger - Susanne Mayer - Miriam Meckel - Christiane Meier - Tina Mendelsohn - Bascha Mika - Annette Milz - Melanie Mühl | - Katrin Müller-Walde - Katja Nicodemus - Elisabeth Niejahr - Lisa Ortgies - Britta Petersen - Petra Pinzler - Anke Plättner - Ines Pohl - Gemma Pörzgen - Ulrike Posche - Iris Radisch - Annette Ramelsberger - Antonia Rados - Dagmar Reim - Sabine Rennefanz - Anja Reschke - Petra Reski - Annette Riedel - Alexandra Rigos - Evelyn Roll - Johanna Romberg - Jeanne Rubner - Katty Salié - Britta Sandberg - Anna Sauerbrey - Paula Scheidt - Michaela Schießl | - Patricia Schlesinger - Marie Schmidt - Elke Schmitter - Simone Schmollack - Inka Schneider - Alena Schröder - Birgit Schrowange - Carolin Schuhler - Alice Schwarzer - Emilia Smechowski - Sabine Stamer - Tanja Stelzer - Irene Stratenwerth - Barbara Streidl - Barbara Supp - Elisabeth von Thadden - Katja Thimm - Margarita Tsomou - Kia Vahland - Anne Volk - Julia Voss - Annabel Wahba - Marianne Wellershoff - Julia Westlake - Anne Will - Eva Wlodarek - Martina Zöllner |

Unterstützt wird Pro Quote auch von Männern im Medienbetrieb, u. a. von Wolfgang Höbel, Michael Jürgs, Thomas Kerstan, Sascha Lobo, Wolfgang Michal, Alan Posener, Jörg Schönenborn, Andreas Wolfers oder Ranga Yogeshwar.

## Hintergrund Verein Pro Quote Medien e. V.
Am 31. März 2012, gut einen Monat nach dem Start der Gleichstellungsinitiative, wurde zu deren koordinierter Fortsetzung auf der in Hamburg abgehaltenen ersten öffentlichen Zusammenkunft der Initiatorinnen die Gründung eines Vereins beschlossen. Unter den rund 200 Personen, die an der Veranstaltung teilnahmen, waren auch Anne Will, Lisa Ortgies, Iris Radisch, Anja Reschke, Ines Pohl und Gabi Bauer. Gast das Abends war auch die damalige Bundesarbeitsministerin Ursula von der Leyen, die damit ihre Unterstützung signalisierte.
Am 9. Juni 2012 wurde der Verein Pro Quote Medien e. V. in Hamburg gegründet.
Der Verein sollte der Initiative Pro Quote eine festere Struktur geben, um ihr Ziel eines 30-prozentigen Frauenanteils an den Führungspositionen in der deutschen Medienbranche tatsächlich innerhalb von fünf Jahren umzusetzen. Zu diesem Zweck will der Verein eine Datenbank für Journalistinnen aufbauen, die die Bereitschaft und Qualifikation zur Besetzung frei werdender Führungspositionen mitbringen. Ziel der Datenbank soll auch die Entkräftung des Arguments bei der Besetzung von Führungspositionen mit Männern sein, es hätten keine geeigneten Frauen zur Verfügung gestanden.
Zum Aufbau der Vereinsorganisation wurde die Gründung von Regionalgruppen sowie thematischer Arbeitsgruppen geplant. Regionalgruppen gibt es inzwischen in Berlin, Hamburg, München, Köln/Düsseldorf, Dresden. Angestrebt ist zudem eine wissenschaftliche Untersuchung der Frage, warum Journalistinnen trotz bester Qualifikation bislang so selten auf Führungspositionen gelangen.

### Ehemalige Vorstände und der aktuelle Vorstand
Vorsitzende des Vereins war von 2012 bis 2014 die langjährige Spiegel-Redakteurin Annette Bruhns, ihre Stellvertreterinnen waren Lisa Ortgies (Moderatorin von frau TV), Sabine Kartte (Redaktionsleitung beim Stern) und Helene Endres (Redakteurin beim manager magazin). Weitere Mitglieder des Vorstands waren bis September 2016 Dagmar Engel (Chefredakteurin der Multimediadirektion Global der Deutschen Welle), Kathrin Buchner (Online-Teamleiterin bei on3, dem Jugendprogramm des Bayerischen Rundfunks), Nora Jakob (WirtschaftsWoche, WDR), Sylvia Nagel (freie Fernsehregisseurin und Produzentin), Judith Scholter (freie Journalistin, Die Zeit), Birte Siedenburg (freie Wirtschaftsjournalistin bei Capital, Stern, Der Spiegel und Focus), Ruth Kühn (Deutsche Welle), Melanie Ahlemeier (Stellvertretende Chefredakteurin und Newsroomchefin beim Mannheimer Morgen), Johanna Lenke (Sächsische Zeitung), Sabine Kartte (Stern).
Der aktuelle Vorstand: Maren Weber (RTL/n-tv), Liske Jaax (Brigitte), Manon Priebe (F.A.Z.), Antonia Götsch (Stellvertretende Chefredakteurin vom Wirtschaftsmagazin impulse), Kristina Maroldt, Sabine Stamer und Edith Heitkämper.
Der Verein Pro Quote Medien hat bundesweit rund 200 Mitglieder.

## Medienwirksame Aktionen

### Aktion „Hosen runter von den Chefsesseln – Röcke hoch“ vom 17. September 2012
Am 17. November 2012 erschien eine von Pro Quote Medien gestaltete Wochenendausgabe der taz mit der Schlagzeile „Hosen runter von den Chefsesseln – Röcke hoch!“. Die taz hatte den Macherinnen der Initiative ihre Redaktionsräume zur Arbeit an der Sonderausgabe überlassen. An der „Quoten-taz“-Redaktionssitzung und Diskussionsrunde zum Thema Quote nahmen auch Anne Will, Dunja Hayali, Lisa Ortgies, Annette Bruhns, Dagmar Engel und Ines Pohl teil sowie von Seiten der Politik Monika Grütters, Doris Schröder-Köpf und Krista Sager. Artikel für die Ausgabe wurden unter anderem beigesteuert von Meike Bruhns, Wibke Bruhns, Giovanni di Lorenzo, Antonia Rados, Sonia Mikich, Ranga Yogeshwar, Ute Scheub, Roland Tichy und Miriam Meckel. Unter den Interviewten waren auch die „Gruner + Jahr“-Verlagsmanagerin Julia Jäkel, Familienministerin Kristina Schröder und der von Annette Bruhns und Anne Will befragte SPD-Kanzlerkandidat Peer Steinbrück. Zudem gestaltete die in Berlin lebende italienische Künstlerin Monica Bonvicini für die Aktion ein auf Seitengröße abgebildetes Kunstwerk. Begleitet wurde der Redaktionstag und die Erstellung der „Quoten-taz“ durch einen Live-Ticker auf der taz-Homepage.
„Wir haben den deutschen Journalismus nachhaltig verändert“, meinte Annette Bruhns zur Halbzeit-Bilanz von ProQuote Medien e. V. im Juni 2014. Zu den Erfolgen zähle der Wechsel an der Spitze der Bild am Sonntag, die seit Oktober 2013 von Marion Horn geleitet wird.

### Motivationspreis „Preise mit Gefühl“
Vorstandsmitglieder werben bei Chefredakteursbesuchen regelmäßig für das Anliegen, damit die Zahl der Frauen in Führungspositionen steigt. So erhielt u. a. Spiegel-Chefredakteur Klaus Brinkbäumer Besuch von Pro Quote, aber auch Stern-Chef Christian Krug. Einmal pro Jahr vergibt der Pro Quote-Vorstand sogenannte Motivationspreise, um damit Missstände in den Redaktionen anzuprangern. „Ausgezeichnet“ werden Chefredakteure, die bislang nicht als Frauenförderer aufgefallen sind. Geehrt werden außerdem Männer und Frauen, die sich um die Frauenförderung in ihren Redaktionen verdient gemacht haben.

### Umfrage zur Frauenquote in den Medien
Im September 2015 hat der Verein eine Umfrage veröffentlicht, mit der er das Emnid-Institut beauftragt hatte. Die Ergebnisse: Mindestens jeder zweite Bundesbürger wünscht mehr Frauen in den zu 95 Prozent von Männern dominierten Chefredaktionen deutscher Zeitungen. Mehr als die Hälfte (56 Prozent) hält eine 30-Prozent-Quote von Frauen in Führungspositionen der Medien für „wichtig“ bis „sehr wichtig“. 52 Prozent der Männer haben sich für eine Quotierung ausgesprochen. 60 Prozent der Frauen und jüngeren Befragten (zwischen 14 und 29 Jahren) sehen darin eine Lösung. In den neuen Bundesländern finden 67 Prozent der Befragten eine Frauenquote wichtig.
Was das Fernsehen angeht, lagen mit „bis zu 30 Prozent“ immerhin 19 Prozent der Befragten richtig. (15 öffentlich-rechtliche und zwei Privatsender haben 22 Prozent Frauen in Führung.) Aufklärungsbedarf besteht ebenso hinsichtlich Online-Nachrichtenportalen: Nur 21 Prozent der Befragten gaben mit „bis zu zehn Prozent“ den Chefredakteurinnen-Anteil dort realistisch an. Denn auch im Onlinebereich sind Chefinnen bei den großen Nachrichtenportalen stark unterrepräsentiert. Bei den acht deutschen Online-Leitmedien etwa gibt es Pro Quote zufolge (Stand: Juli 2016) keine einzige Chefredakteurin. Gerade die Jüngeren stellten sich die Realität rosiger vor als sie ist: 37 Prozent schätzten bei Online-Portalen den Anteil von Chefredakteurinnen auf über 30 Prozent.
An den Spitzen der Tages- und Wochenzeitungen schätzen mittlerweile fast ein Drittel aller befragten Personen (31 Prozent) den Frauenanteil mit „bis zu zehn Prozent“ als so schlecht ein, wie er ist. Denn allein von 329 Tages- und Wochenzeitungen werden nur fünf Prozent von Frauen geführt.

### Machtquote: Untersuchung über den gewichteten Frauenanteil in acht Leitmedien (Online und Print)
Seit Februar 2012 beobachtet Pro Quote den Frauenanteil in Führungspositionen bei den acht größten deutschen Medien (inkl. Leitmedien). Seit Mai 2015 hat Pro Quote auch acht Online-Nachrichtenportale im Visier. Dabei wird der Frauenanteil nicht anhand der Anzahl der Frauen in Führungspositionen ermittelt, sondern Pro Quote errechnet den Machtfaktor: Um den Einfluss von Frauen zu berechnen, ist es nicht ausreichend, den Frauenanteil in Zahlen darzustellen. Die Anzahl der Frauen in den Führungspositionen wird danach gewichtet, wie viel Macht diese jeweiligen Frauen im Vergleich mit ihren männlichen Kollegen hat.
Kennzahl dafür sind „Die kleinen Kais“: Die vier obersten Führungsebenen werden unterschiedlich gewichtet – von oben nach unten mit vier, drei, zwei bzw. einem Kai. Daraus wird für jedes Medium die jeweilige Machtquote bzw. deren Entwicklung errechnet.

#### Ergebnisse
Drei Leitmedien (Die Zeit, Bild und Der Spiegel) hatten fünf Jahre nach Start von Pro Quote die geforderte 30-Prozent-Marke überschritten, der Stern lag knapp darunter. Weitere zweieinhalb Jahre später ist die Quote bei Bild insbesondere durch den Weggang von Tanit Koch wieder gesunken. Auch die der Zeit sank wieder. Auch im Juni 2019 übertrafen nur drei Medien (Stern, Spiegel und Süddeutsche) die 30-Prozent-Marke, Die Zeit und Bild lagen knapp darunter.
| Machtquote: Frauenanteil an Führungspositionen | Feb. 2012 in % | Jan. 2017 in % | Jun. 2019 in % |
| ---------------------------------------------- | -------------- | -------------- | -------------- |
| Stern                                          | 16,7           | 28,0           | 52,2           |
| Der Spiegel                                    | 05,9           | 31,3           | 38,9           |
| Süddeutsche Zeitung                            | 4,3            | 19,6           | 32,6           |
| Die Zeit                                       | 21,7           | 37,9           | 28,4           |
| Bild                                           | 16,3           | 35,7           | 26,2           |
| Die Welt                                       | 13,6           | 20,3           | 18,8           |
| Frankfurter Allgemeine Zeitung                 | 14,1           | 13,9           | 17,5           |
| Focus                                          | 16,7           | 17,8           | 11,8           |

### Aktion Endspurt: „Schafft! Uns! Ab!“ vom 8. März 2016
Unter dem Motto „Schafft! Uns! Ab!“ forderte Pro Quote Medien Redaktionen und Sender auf, den Verein und die Initiative Pro Quote Vergangenheit werden zu lassen. Denn die Abschaffung von Pro Quote Medien würde bedeuten, dass die Medienunternehmen in Deutschland tatsächlich einen Anteil von 30 Prozent Frauen in Führungsebenen erreicht hätten.
Gestartet war die Aktion im März 2016 und hatte mit den Hashtags #schafftunsab und #quotenscheiss in den Sozialen Medien eine hohe Reichweite erreichen können.

## Kooperationen
Pro Quote Medien kooperiert zeitweise oder dauerhaft mit:
| - Women in Film and Television Germany - FidAR – Frauen in die Aufsichtsräte - Journalistinnenbund | - Deutscher Journalisten-Verband - Business and Professional Women - Erfolgsfaktor FRAU | - Deutscher Juristinnenbund - BücherFrauen - Deutscher Ärztinnenbund | - ProQuote Medizin - ProQuote Film |